# 自然 (期刊)
《自然》是世界上最早的科学期刊之一，也是全世界最权威及最有名望的学术期刊之一，首版於1869年11月4日。虽然今天大多数科学期刊都专一於一个特殊的领域，《自然》是少数（其它类似期刊有《科学》和《美国国家科学院院刊》）依然发表来自很多科学领域的一手研究论文的期刊。在许多科学研究领域中，每年最重要、最前沿的研究结果是在《自然》中以短文章的形式发表的。

## 简介

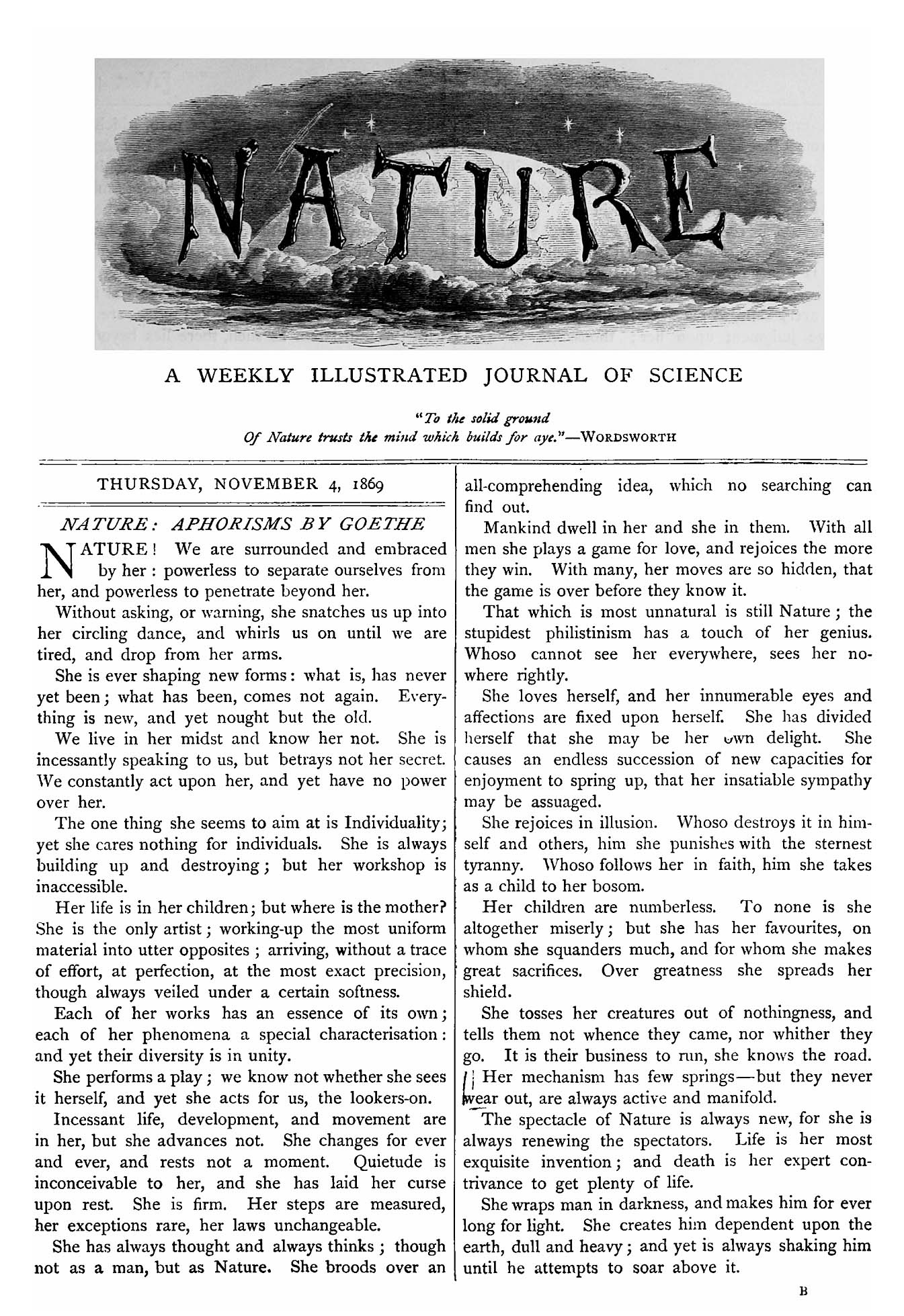
《自然》创刊号

1869年约瑟夫·诺尔曼·洛克耶爵士建立了《自然》，洛克耶是一位天文学家和氦的发现者之一，他也是《自然》的第一位主编（擔任到1919年）。最早的編輯群都來自X俱樂部，受到托马斯·亨利·赫胥黎的啟發而集結。《自然》是一份在英国发表的周刊，其出版商为自然出版集团，这个集团属于麦克米伦出版有限公司，而它则属于格奥尔格·冯·霍茨布林克出版集团。《自然》在伦敦、纽约、旧金山、华盛顿哥伦比亚特区、东京、香港、巴黎、慕尼黑和贝辛斯托克设有办公室。自然出版集团还出版其它专业期刊如《自然-医学》、《自然-神经科学》、《自然-生物技术》、《自然-方法》、《自然-临床实践》、《自然-结构和分子生物学》、《自然-综述》、《自然-中国》和《自然-化學》系列等。

## 与中国大陆的合作
2010年中国大陆的《环球科学》杂志获得《自然》期刊的独家授权，将从2011年第1期开始，精选《自然》期刊中的部分文章进行翻译出版。这是《自然》期刊首次与中国大陆的期刊进行版权合作。

## 自然期刊家族
除了自然期刊外，有3個系列的期刊都是由自然出版集團發佈:
研究刊物：

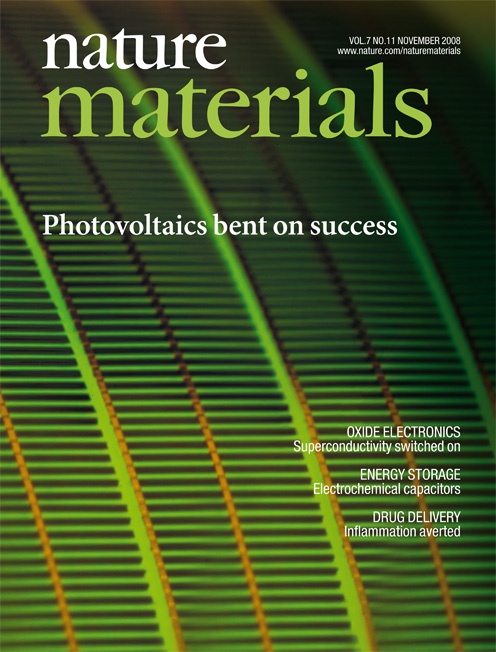
Nature Materials 2008年11月1日的封面

- 自然-生物技术（Nature Biotechnology）
- 自然-生物醫學工程（Nature Biomedical Engineering）
- 自然-癌症（Nature Cancer）
- 自然-氣候變遷（Nature Climate Change）
- 自然-催化（Nature Catalysis）
- 自然-化学（Nature Chemistry）
- 自然-细胞生物学（Nature Cell Biology）
- 自然-化学生物学（Nature Chemical Biology）
- 自然-生態與演化（Nature  Ecology & Evolution）
- 自然-能源（Nature  Energy）
- 自然-電子學（Nature  Electronics）
- 自然-食品（Nature Food）
- 自然-遗传学（Nature Genetics）
- 自然-地球科学（Nature Geoscience）（於2008年1月出版）
- 自然-人類行為（Nature  Human Behaviour）
- 自然-免疫学（Nature Immunology）
- 自然-材料科学（Nature Materials）
- 自然-医学（Nature Medicine）
- 自然-方法（Nature Methods）
- 自然-代謝（Nature Metabolism）
- 自然-機器智慧（Nature Machine Intelligence）
- 自然-微生物學（Nature  Microbiology）
- 自然-纳米技术（Nature Nanotechnology）（2006年10月出版）
- 自然-神经科学（Nature Neuroscience）
- 自然-光子学（Nature Photonics）（於2007年1月出版; ISSN 1749-4885  ; EISSN 1749-4893  ; 連結 （页面存档备份，存于））
- 自然-物理学（Nature Physics）
- 自然-植物（Nature  Plants）
- 自然-步驟準則（Nature Protocols）（於2006年6月出版, 首頁 （页面存档备份，存于））
- 自然-结构与分子生物学（Nature Structural and Molecular Biology）
- 自然-永續性（Nature  Sustainability）

評論期刊：
- Nature Reviews Cancer
- Nature Reviews Cardiology
- Nature Reviews Cemistry
- 自然综述：药物发现
- Nature Reviews Earth & Environment
- Nature Reviews Endocrinology
- Nature Reviews Gastroenterology & Hepatology
- Nature Reviews Genetics
- Nature Reviews Immunology
- Nature Reviews Materials
- Nature Reviews Microbiology
- Nature Reviews Molecular Cell Biology
- Nature Reviews Nephrology
- Nature Reviews Neurology
- 自然-綜述神經科學
- Nature Reviews Physics
- Nature Reviews Rheumatology
- Nature Reviews Urology

自然臨床實踐期刊：
- Nature Clinical Practice Cardiovascular Medicine
- Nature Clinical Practice Endocrinology and Metabolism
- Nature Clinical Practice Gastroenterology and Hepatology
- Nature Clinical Practice Neurology
- Nature Clinical Practice Nephrology
- Nature Clinical Practice Oncology
- Nature Clinical Practice Rheumatology
- Nature Clinical Practice Urology

自然在線出版物：
- 自然-中国（Nature China）（於2007年1月出版）
- 自然-印度（Nature India）（於2008年2月出版）

## 外部連結
- 自然期刊中文网址（繁體中文）
- 自然期刊中文网址（简体中文）
- http://www.nature.com/nature/ （页面存档备份，存于）
- 1869首版电子版 （页面存档备份，存于）
- Nature archive, 1869-2008 （页面存档备份，存于）
- The Nature Reviews website （页面存档备份，存于）
- Nature Clinical Practice website （页面存档备份，存于）
- Interview with Timo Hannay, director of web publishing for Nature Publishing Group （页面存档备份，存于）
- History of the journal Nature （页面存档备份，存于）